# Galzigbahn
Le Galzigbahn est une remontée mécanique de type funitel situé à Sankt Anton am Arlberg dans le Tyrol en Autriche. Il fait partie des remontées de Ski Arlberg, plus grand domaine skiable du pays. Le funitel inauguré en 2006 permet de relier le village de Sankt-Anton au secteur du Galzig, il remplace un ancien téléphérique à va-et-vient sur le même parcours. La  gare aval du Galzighbah présente une architecture très particulière, la zone d’embarquement et la zone de lancement/ralentissement des cabines sont séparées sur deux niveaux avec un système de grandes roues permettant de transférer les cabines entre ces niveaux,,.

## Historique
Les sports d’hiver à Sankt-Anton am Arlberg connurent un véritable essor à partir des années 1920. C’est ainsi qu’en 1937 une première remontée mécanique fut inaugurée sur les pentes du Galzig pour faciliter la pratique du ski alpin. Le premier « Galzigbahn » était alors un simple téléphérique à va-et-vient qui empruntait le même tracé que le funitel actuel en partant de l’Est du village de Sankt-Anton pour arriver en contrebas du Galzig. La ligne présentait une longueur de 2625 mètres pour une dénivelée de 770 mètres. La capacité était cependant relativement faible avec seulement 120 personnes par heure.
Par la suite, le téléphérique fut rénové par Waagner-Biro en 1964. Sa capacité augmenta alors considérablement en passant à 700 personnes par heure. Mais à partir des années 2000, face à l’augmentation du nombre de skieurs à Sankt-Anton et en raison de la liaison importante desservie, des queues de plus en plus longues se formèrent au départ de la remontée. Ces ainsi que l’exploitant de la station prit l’initiative de remplacer le téléphérique à va-et-vient jugé obsolète par une remontée débrayable bien plus performante.
Le choix s’est ainsi porté sur le funitel offrant à la fois une très grande capacité et une forte résistance au vent. La construction fut confiée à la société Doppelmayr et la nouvelle remontée est finalement inaugurée le 9 décembre 2006.

## Description de la ligne

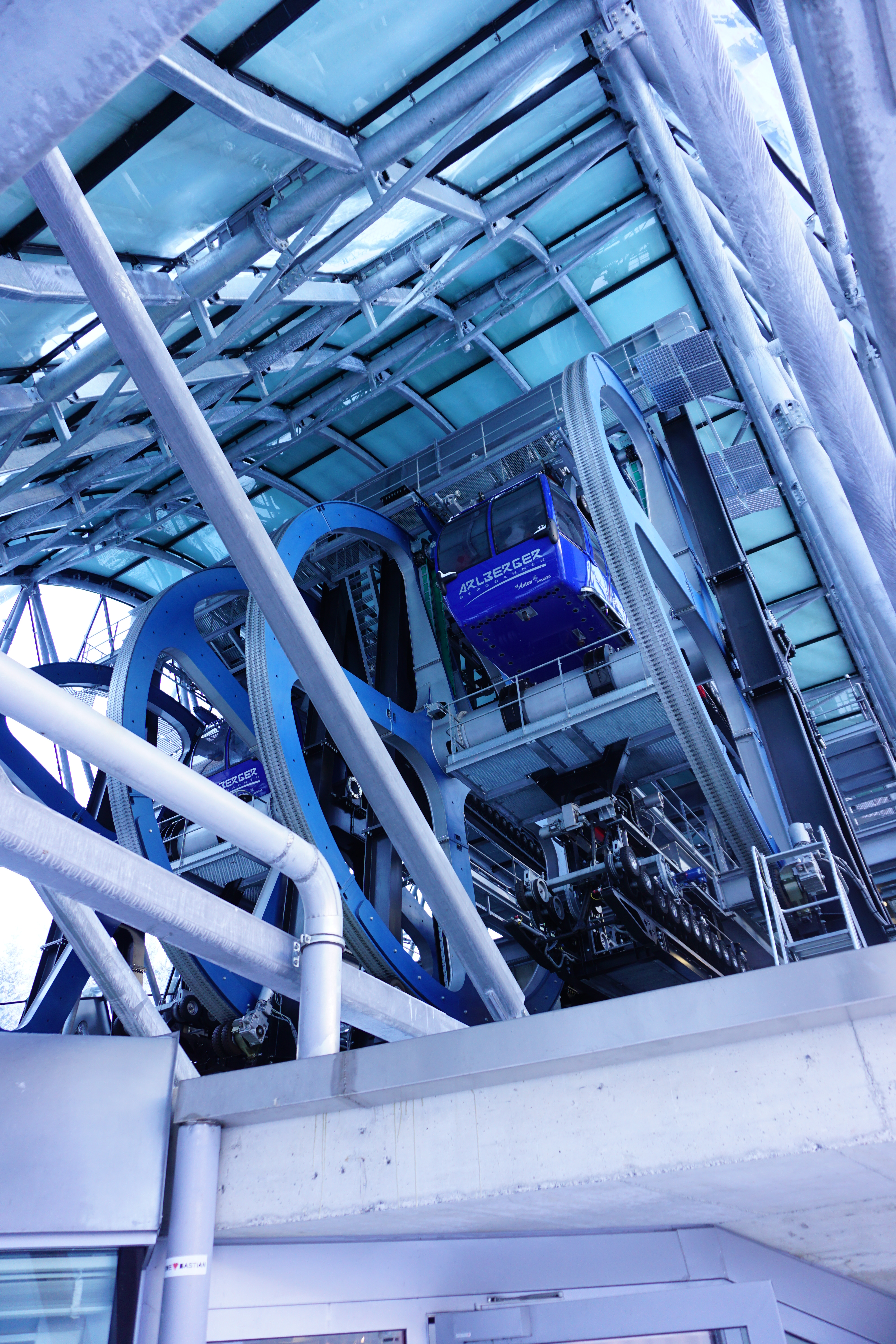
Élévation d'une cabine par une grande roue dans la gare aval

Le funitel "Galzigbahn" constitue l'une des remontées les plus importantes du domaine de ski Ski Arlberg car ce dernier représente la liaison principale pour se rendre dans les autres parties du domaine (St Christoph, Stuben, Zürs ou Lech) depuis Sankt-Anton am Arlberg.
La ligne du Galzigbahn présente une longueur de 2542 mètres avec une dénivelée de 766 mètres et est soutenue par 12 pylônes avec une longue portée entre les pylônes 10 et 11. La remontée dispose au total de 28 cabines pouvant accueillir chacune jusqu'à 24 personnes. 
La gare aval est située dans le village de Sankt-Anton à 1320 mètres d’altitude et à proximité du départ du télésiège débrayable 4 places "Gampenbahn". Cette gare présente une particularité unique au monde puisque la zone de lancement/ralentissement des cabines est située au-dessus du quai d’embarquement des cabines. Dès qu’une cabine vient de desservir le quai, cette dernière est agrippée par une grande roue qui la fait monter sur le niveau supérieur. Une fois arrivée, la cabine est détachée de la grande roue et passe ainsi dans la zone de lancement.
La gare amont est située en contrebas de la montagne du Galzig à 2086 mètres d’altitude et abrite la motorisation de la remontée. Elle est intégrée dans un grand bâtiment accueillant un restaurant panoramique ainsi que la gare aval du téléphérique du Valluga. De la station, on peut directement descendre sur St Christoph par une piste mais on peut également monter plus haut en empruntant le téléphérique du Valluga.